# Villa Angarano

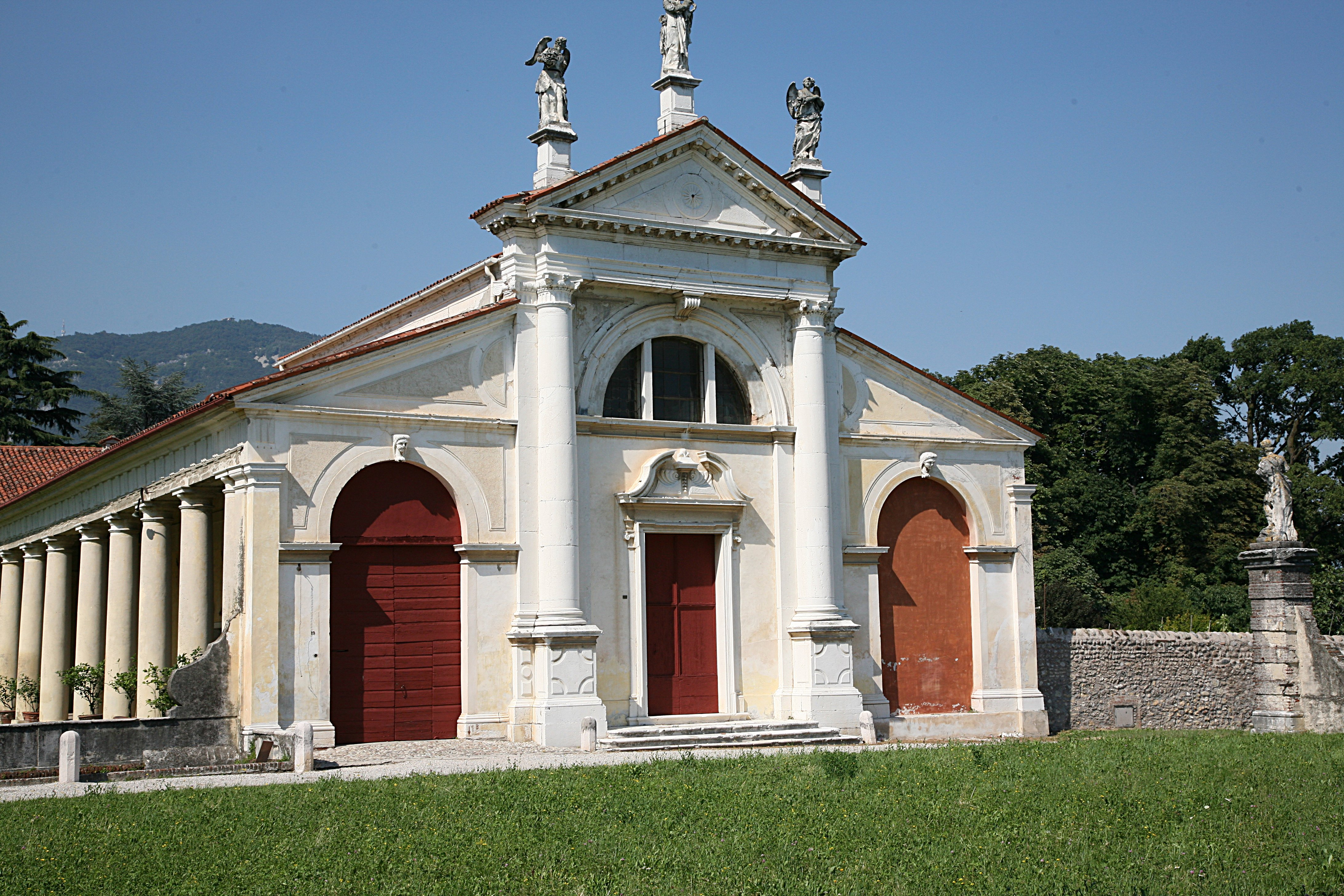
Kopfbau eines Seitenflügels

Villa Angarano ist ein 1548 von Andrea Palladio entworfenes Herrenhaus in Bassano del Grappa in der Provinz Vicenza, Venetien. Lediglich die Flügelbauten wurden jedoch nach Plänen des berühmten Architekten gebaut. Das Hauptgebäude wurde erst im 17. Jahrhundert von dem Architekten Baldassare Longhena entworfen.
Das Gebäude wurde 1996 von der UNESCO mit anderen Villen von Palladio zum Weltkulturerbe erklärt.

## Geschichte

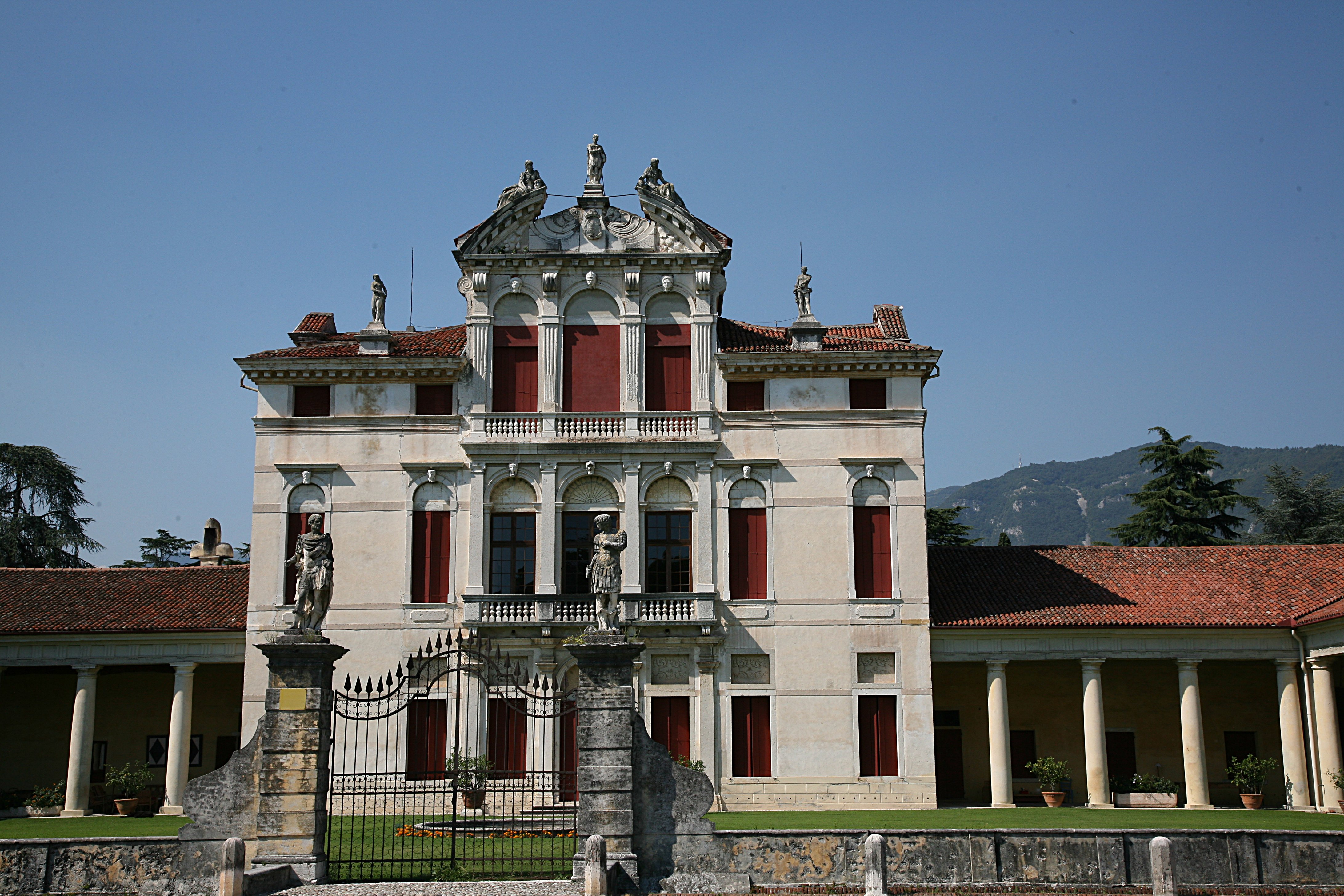
Der Mittelteil von Baldassare Longhena

Von der ursprünglichen von Palladio für seinen engen Freund Giacomo Angarano entworfenen Villa wurde nur wenig realisiert. Lediglich die flügelartigen, seitlich angeordneten, auf das zentrale Herrenhaus zulaufenden Wirtschaftsgebäude kamen zur Ausführung. Aus Dokumenten geht hervor, dass bereits vor Palladios Planungen ein von Angarano bewohntes Gebäude auf dem Grundstück befand, weswegen mit den Wirtschaftsgebäuden begonnen wurde.
Es ist nicht ganz ersichtlich, wie der Mittelteil nach den ursprünglichen Plänen Palladios gestaltet werden sollte. Noch bevor mit den Arbeiten begonnen werden konnte, verschlechterte sich die finanzielle Lage des zu Baubeginn wohlhabenden Angarano, sodass man es wohl beim bereits bestehenden Herrenhaus beließ. Schließlich war Angarano gezwungen, die Liegenschaft an den Venezianer Giovanni Formenti zu verkaufen. Der heutige Zustand ist auf die Pläne von Baldassare Longhena aus der zweiten Hälfte des 17. Jahrhunderts zurückzuführen.